# Psychogrotesque
Psychogrotesque è il quinto album degli Aborym, pensato e scritto come un'unica, lunga traccia di 45 minuti circa. Malfeitor Fabban assume, questa volta, anche il ruolo di cantante. Questo album vanta il più grande numero di collaborazioni nella storia degli Aborym.

## Tracce
1. I – 1:56
2. II – 5:03
3. III – 4:05
4. IV – 4:36
5. V – 5:40
6. VI – 6:14
7. VII – 5:12
8. VIII – 2:30
9. IX – 2:48
10. X – 8:43
11. X (Traccia fantasma) – 2:09

## Formazione

### Gruppo
- Malfeitor Fabban - voce, basso, tastiera
- Hell:IO:Kabbalus - chitarra e tastiera
- Faust - batteria

### Altri musicisti
- Marcello Balena - sassofono
- Narchost - campionamenti
- Karyn Crisis - seconda voce nelle tracce 3,6,10
- Davide Tiso - chitarra nelle tracce 2,8,10
- Giulio Moschini - chitarra nella traccia 10
- Pete Evil - chitarra nella traccia 10
- Emiliano Natali - chitarra nella traccia 2, basso, falsetto
- Marc Urselli - musica addizionale nella traccia 9
- Richard K. Szabo - musica addizionale nella traccia 9